# Pierre Deligne
Pierre René Deligne (Bruxelas, 3 de outubro de 1944) é um matemático belga. Ele é mais conhecido pelo trabalho nas conjecturas de Weil, levando a uma prova completa em 1973. Ele é o vencedor do Prêmio Abel de 2013, Prêmio Wolf de 2008, Prêmio Crafoord de 1988 e Medalha Fields de 1978.

## Pesquisa

### Ciclos Hodge
Em termos da conclusão de parte do programa de pesquisa de Grothendieck subjacente, ele definiu os ciclos absolutos de Hodge, como um substituto para a teoria dos motivos ausente e ainda amplamente conjectural. Essa ideia permite contornar o desconhecimento da conjectura de Hodge, para algumas aplicações. A teoria das estruturas mistas de Hodge, uma ferramenta poderosa na geometria algébrica que generaliza a teoria clássica de Hodge, foi criada aplicando filtragem de peso, resolução de singularidades de Hironaka e outros métodos, que ele então usou para provar as conjecturas de Weil. Ele retrabalhou a teoria das categorias de Tannakian em seu artigo de 1990 para o "Grothendieck Festschrift", empregandoTeorema de Beck - o conceito de categoria de Tannakian sendo a expressão categórica da linearidade da teoria dos motivos como a cohomologia Weil final. Tudo isso faz parte da ioga dos pesos, unindo a teoria de Hodge e as representações l-ádicas de Galois. A teoria da variedade Shimura está relacionada, pela ideia de que tais variedades deveriam parametrizar não apenas famílias boas (aritmeticamente interessantes) de estruturas de Hodge, mas motivos reais. Esta teoria ainda não é um produto acabado e as tendências mais recentes têm usado abordagens da teoria K.

### Perverse sheaf
Com Alexander Beilinson, Joseph Bernstein e Ofer Gabber, Deligne fez contribuições definitivas para a teoria do perverse sheaf. Esta teoria desempenha um papel importante na prova recente do lema fundamental de Ngô Bảo Châu. Também foi usado pelo próprio Deligne para esclarecer muito a natureza da correspondência Riemann-Hilbert, que estende o vigésimo primeiro problema de Hilbert a dimensões superiores. Antes do artigo de Deligne, a tese de Zoghman Mebkhout de 1980 e o trabalho de Masaki Kashiwara por meio de módulos-D teoria (mas publicada na década de 80) sobre o problema apareceu.

### Outros trabalhos
Em 1974 no IHÉS, o trabalho conjunto de Deligne com Phillip Griffiths, John Morgan e Dennis Sullivan sobre a teoria da homotopia real de variedades compactas de Kähler foi um trabalho importante em geometria diferencial complexa que resolveu várias questões importantes de significado clássico e moderno. A entrada das conjecturas de Weil, teoria de Hodge, variações das estruturas de Hodge e muitas ferramentas geométricas e topológicas foram críticas para suas investigações. Seu trabalho na teoria da singularidade complexa generalizou os mapas de Milnor em um ambiente algébrico e estendeu a fórmula de Picard-Lefschetz além de seu formato geral, gerando um novo método de pesquisa neste assunto.

## Publicações (selecionadas)
- Deligne, Pierre (1974). «La conjecture de Weil: I». Publications Mathématiques de l'IHÉS. 43: 273–307. doi:10.1007/bf02684373
- Deligne, Pierre (1980). «La conjecture de Weil : II». Publications Mathématiques de l'IHÉS. 52: 137–252. doi:10.1007/BF02684780
- Deligne, Pierre (1990). «Catégories tannakiennes». Grothendieck Festschrift Vol II. Progress in Mathematics. 87: 111–195
- Deligne, Pierre; Griffiths, Phillip; Morgan, John; Sullivan, Dennis (1975). «Real homotopy theory of Kähler manifolds». Inventiones Mathematicae. 29 (3): 245–274. Bibcode:1975InMat..29..245D. MR 0382702. doi:10.1007/BF01389853
- Deligne, Pierre; Mostow, George Daniel (1993). Commensurabilities among Lattices in PU(1,n). Princeton, N.J.: Princeton University Press. ISBN 0-691-00096-4
- Quantum fields and strings: a course for mathematicians. Vols. 1, 2. Material from the Special Year on Quantum Field Theory held at the Institute for Advanced Study, Princeton, NJ, 1996–1997. Edited by Pierre Deligne, Pavel Etingof, Daniel S. Freed, Lisa C. Jeffrey, David Kazhdan, John W. Morgan, David R. Morrison and Edward Witten. American Mathematical Society, Providence, RI; Institute for Advanced Study (IAS), Princeton, NJ, 1999. Vol. 1: xxii+723 pp.; Vol. 2: pp. i–xxiv and 727–1501. ISBN 0-8218-1198-3.